# 让丹
让丹（法語：Jandun，法語發音：[ʒɑ̃dœ̃]）是法国大东部大区阿登省的一个市镇，属于沙勒维尔-梅济耶尔区。

## 地理
让丹（49°39'47"N, 4°33'24"E）面积12.78 平方千米，位于法国大東部大區阿登省，该省份为法国北部内陆省份，西接埃纳省，南至马恩省，东临默兹省，北与比利时接壤。
与让丹接壤的市镇（或旧市镇、城区）包括：巴尔拜斯、法尼翁、格吕耶尔、旺斯河畔洛努瓦、讷维济、赖伊库尔、坦勒穆捷。

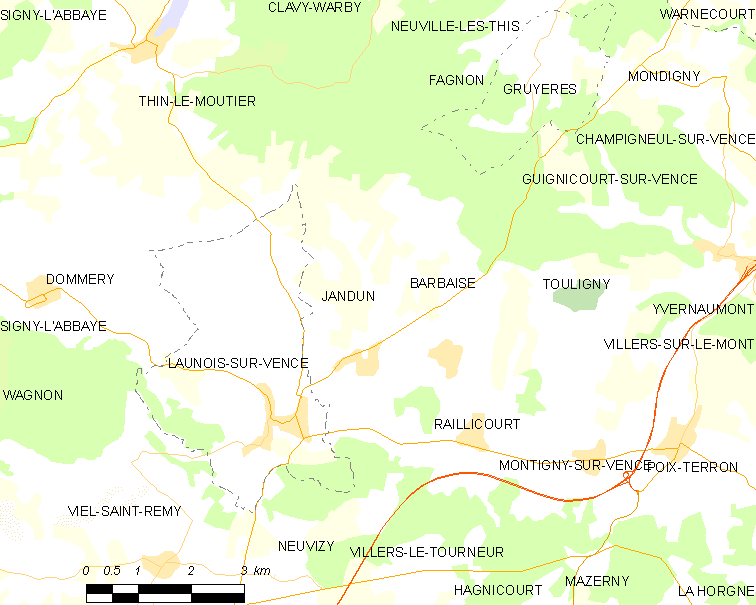
让丹的OSM定位图

让丹的时区为UTC+01:00、UTC+02:00（夏令时）。

## 行政
让丹的邮政编码为08430，INSEE市镇编码为08236。

## 政治
让丹所属的省级选区为锡尼拉拜县。

## 人口

1962-2008年间让丹人口变化图示

让丹于2022年1月1日时的人口数量为304人。